# Christopher Smart
Christopher Smart (ur. 11 kwietnia 1722, zm. 21 maja 1771) - poeta angielski.

## Życiorys
Zapomniany za życia, został ponownie odkryty w latach dwudziestych XX wieku i entuzjastycznie przyjęty przez krytyków. Był autorem zbioru wierszy Poems on Several Ocasions (1752) oraz poematu A Song to David (1763). Temu utworowi, nawiązującemu do Bożego dzieła stworzenia i będącemu pochwałą króla Dawida, poeta nadał kunsztowną formę opartą na mistycznym i matematycznym porządku zwrotek według cyfr 1, 3, 7. Smart był też twórcą nie dokończonego poematu Jubilate Agno (1759-1763, wyd. 1939), w którym opisywał stworzenie świata za pomocą aluzji zaczepniętych m.in. z Biblii, botaniki i zoologii, naśladując strofy poezji hebrajskiej.